# El Beal
El Beal es una población y diputación del municipio de Cartagena de la comunidad autónoma de la Región de Murcia en España. 

## Geografía física

### Ubicación
Se encuentra al este del centro de la ciudad, está considerada como diputación del Área Periurbana y limita al norte con el Mar Menor, al este con el Rincón de San Ginés, al sur con La Unión y al oeste con El Algar.

### Orografía
Presenta bastantes relieves, sobre todo en su mitad meridional. Parte de Sierra Minera se extiende por esta pedanía. Un relieve destacado es el Cerro de San Ginés.

### Geomorfología
Respecto a otros accidentes geográficos, configura el paisaje la mayor parte del Saladar de Lo Poyo en su extremo noreste colindando con el Mar Menor.
El Beal también alberga varios cauces hidráulico: La Rambla de Ponce, la rambla de Mendoza o del Beal y la rambla de Las Matildes. 

## Historia
En 1541 el papa Paulo III concedió culto y oficios religiosos al Monasterio de San Ginés de la Jara, construcción que marcaría el devenir de la zona del Beal. El 27 de abril de 1677 el Concejo nombró patrón de la ciudad de Cartagena a San Ginés de la Jara y acuerda que, todos los años, el día de su festividad, en la iglesia de San Francisco de Asís, se celebre una misa, pagada con fondos públicos. Así se estuvo haciendo también hasta el año 1835 en que fue extinguido el monasterio y clausurado el templo. La romería volvió a retomarse a partir de 1917 y ha sobrevivido hasta nuestros días. 
También solía celebrarse desde el siglo XVI del 20 al 25 de agosto una feria en los alrededores del monasterio a la que acudían mercaderes de todo el Reino de Murcia y otros reinos que vendían sus mercaderías y hacían transacciones de ganado. 
Si bien se cree que El Beal se constituyó como diputación a finales del siglo XVIII, su formación está más ligada al desarrollo de la minería a mediados del siglo XIX, pues desde el siglo XVI la población estaba agrupada principalmente en torno al monasterio, formando el caserío de San Ginés de la Jara, que aumentó como consecuencia de la roturación del Rincón de San Ginés y la llegada de nuevos pobladores que se sumaron a los ya establecidos en el lugar.
La minería cambió las expectativas de toda la Sierra Minera de Cartagena-La Unión. En el año 1859 El Beal contaba con 860 habitantes y en 1887 alcanzó los 5.632. Una nota característica de esta diputación es la fuerte conflictividad laboral que siempre ha mantenido, debido principalmente a las duras condiciones de trabajo, como la huelga del año 1898 y los sucesos del descargador en el año 1916. 
En el año 1920 el término municipal de Cartagena está dividido en 23 diputaciones y la de Beal con sus cinco barrios se cita en el Nomenclátor publicado por la Dirección General de Estadística, referido al 31 de diciembre de dicho año, con los siguientes caseríos: El Beal, Los Blancos, Casas-Cañada, Casas de Emiliano, Casas de Espín, Estrecho de San Ginés, El Llano, Los Nietos Nuevos, Playa de los Nietos y El Sabinar. Todos ellos totalizan 2.385 edificios y albergues, 6.140 habitantes de hecho y 7.060 de derecho.  
A partir del año 1927 se produce un éxodo masivo de la población provocado por el descenso de la actividad minera, que se mantiene a duras penas. Según el censo de población de 1930 tiene 4.517 habitantes de derecho y 4.417 de hecho. 
Las minas más importantes se denominan Anita, Esperanza, Marquesita, Blanca, Salvadora, en su mayoría paradas y la mina San Quintín dedicada al desagüe del Beal. 
La Fundación Sierra Minera gestiona el Centro de interpretación de la Mina Las Matildes concebido como un museo donde poder observar las huellas de la actividad minera en la zona. 
El Llano del Beal es el caserío más importante de la diputación. El Estrecho de San Ginés es otro de los caseríos importantes. Desde el año 1927 la actividad minera sufrió una fuerte crisis y cuando en el año 1957 dan comienzo las explotaciones a cielo abierto de la Sociedad Minero Metalúrgica de Peñarroya con su agresiva actividad provocaron la reacción de sus habitantes al poner en peligro sus viviendas. A partir del año 1988 es propietaria la sociedad Portmán Golf S.A. con la que los enfrentamientos se agudizaron con tal intensidad que se puso fin a la actividad minera.

## Geografía humana

### Organización territorial
El término municipal de Cartagena se divide en entidades colectivas de población allí denominadas diputaciones. El Beal es una población que es entidad singular de población o pedanía y a la vez el nombre de una diputación del municipio.
Los núcleos de población más importantes de esta diputación son El Beal, El Estrecho de San Ginés y El Llano del Beal siendo este último el más populoso.

### Demografía
El padrón municipal de 2023 asigna a la diputación 2454 habitantes, repartidos en los siguientes núcleos de población conurbados entre sí y con otros barrios de la ciudad: El Beal; El Beal (diseminado) ; El Estrecho de San Ginés; El Estrecho de San Ginés (diseminado); Llano del Beal; y San Ginés de la Jara.

#### Evolución
La evolución de la población en esta diputación mantiene una tendencia claramente regresiva desde el año 1981.

### Economía
Si bien el emplazamiento de estos núcleos de población tienen un origen minero, en la actualidad se ha producido una desvinculación de ella, con clara tendencia hacia los servicios del sector turístico al que se dedica el 45%, seguida por el 30% a la construcción y 20% al industrial, siendo insignificante el agrícola.

## Festividades
Las fiestas de esta diputación son:
- El Beal, 22 al 30 de junio.

- Romería del Monasterio de San Ginés de la Jara, 22 de agosto.

- Semana Cultural del Llano del Beal, 30 de agosto al 8 de septiembre.

## Transportes y comunicaciones

### Ferrocarril
Ferrocarril de vía estrecha de la Línea Cartagena-Los Nietos operado por Renfe Cercanías AM, con dos apeaderos (Llano del Beal y El Estrecho)

### Autobús
El servicio de transporte público urbano conecta la localidad con la ciudad de Cartagena y las playas durante el periodo estival.
| Línea | Recorrido                                            | Operador       |
| ----- | ---------------------------------------------------- | -------------- |
| 21    | Cartagena - Los Urrutias - Playa Honda (solo verano) | ALSA (TUCARSA) |

El servicio de viajeros por carretera del municipio se engloba dentro de la marca Movibus, sistema de transporte público interurbano de la Región de Murcia (España), que incluye los servicios de autobús de titularidad autonómica.
| Línea | Recorrido                                          | Recorrido                                          | Recorrido                                          | Operador       |
| ----- | -------------------------------------------------- | -------------------------------------------------- | -------------------------------------------------- | -------------- |
| 43    | Cartagena - Cabo de Palos - La Manga del Mar Menor | Cartagena - Cabo de Palos - La Manga del Mar Menor | Cartagena - Cabo de Palos - La Manga del Mar Menor | ALSA (TUCARSA) |